# Metallrad

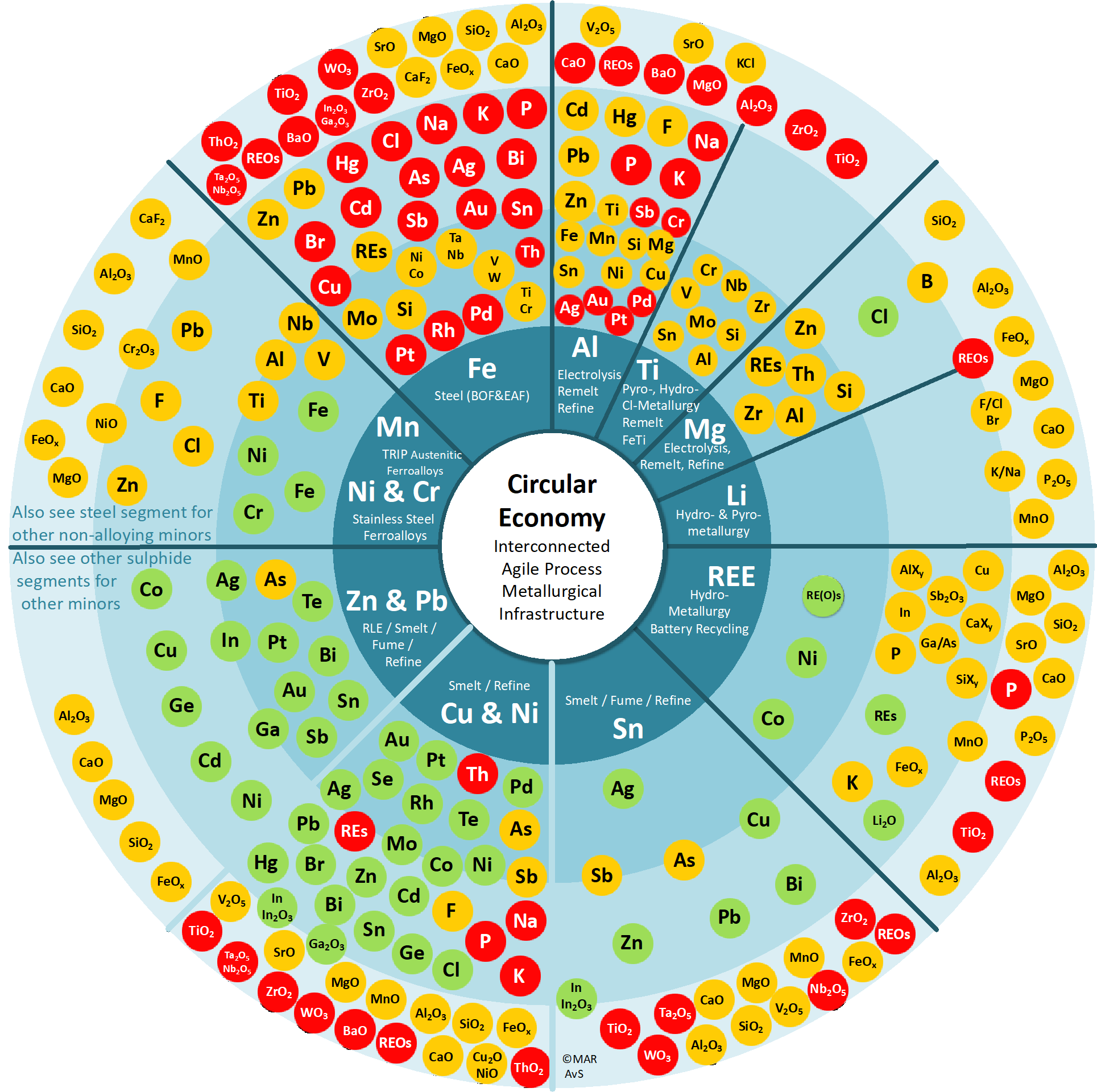
Das Metallrad ist Treiber der Circular Economy (Reuter et al. 2019)

Das Metallrad (englisch Metal Wheel) geht auf Arbeiten von Markus Reuter, Direktor am Helmholtz-Institut Freiberg für Ressourcentechnologie, zurück. Es beschreibt, wie die Metalle in der Natur und beim Recycling miteinander zusammenhängen und wie ein Eingriff in diese Zusammenhänge die gesamte Metallproduktion und Kreislaufwirtschaft beeinflussen würde.
Das Metallrad ordnet das periodische System der Elemente in Sparten. Jede Sparte steht für eine Basismetallindustrie. Im inneren Ring findet man die Träger- bzw. Basismetalle. In den äußeren Ringen sind die Metalle aufgeführt, die jeweils mit den Basismetallen vergesellschaftet sind, die sich im Trägermetall lösen und als Nebenprodukte mit gewonnen werden bzw. die nur als nicht nutzbare Bestandteile auftreten und z. B. in Rückständen und Schlacken verbleiben.
Metalle und Verbindungen, die in der Basismetallindustrie aus Zwischen- oder Nebenprodukten gewonnen werden können, sind im Metallrad grün dargestellt. Metalle, die gelb gekennzeichnet sind, können gewonnen werden, aber auch verloren gehen. Rot markierte Metalle gehen als Reststoffe in der Kreislaufwirtschaft verloren.

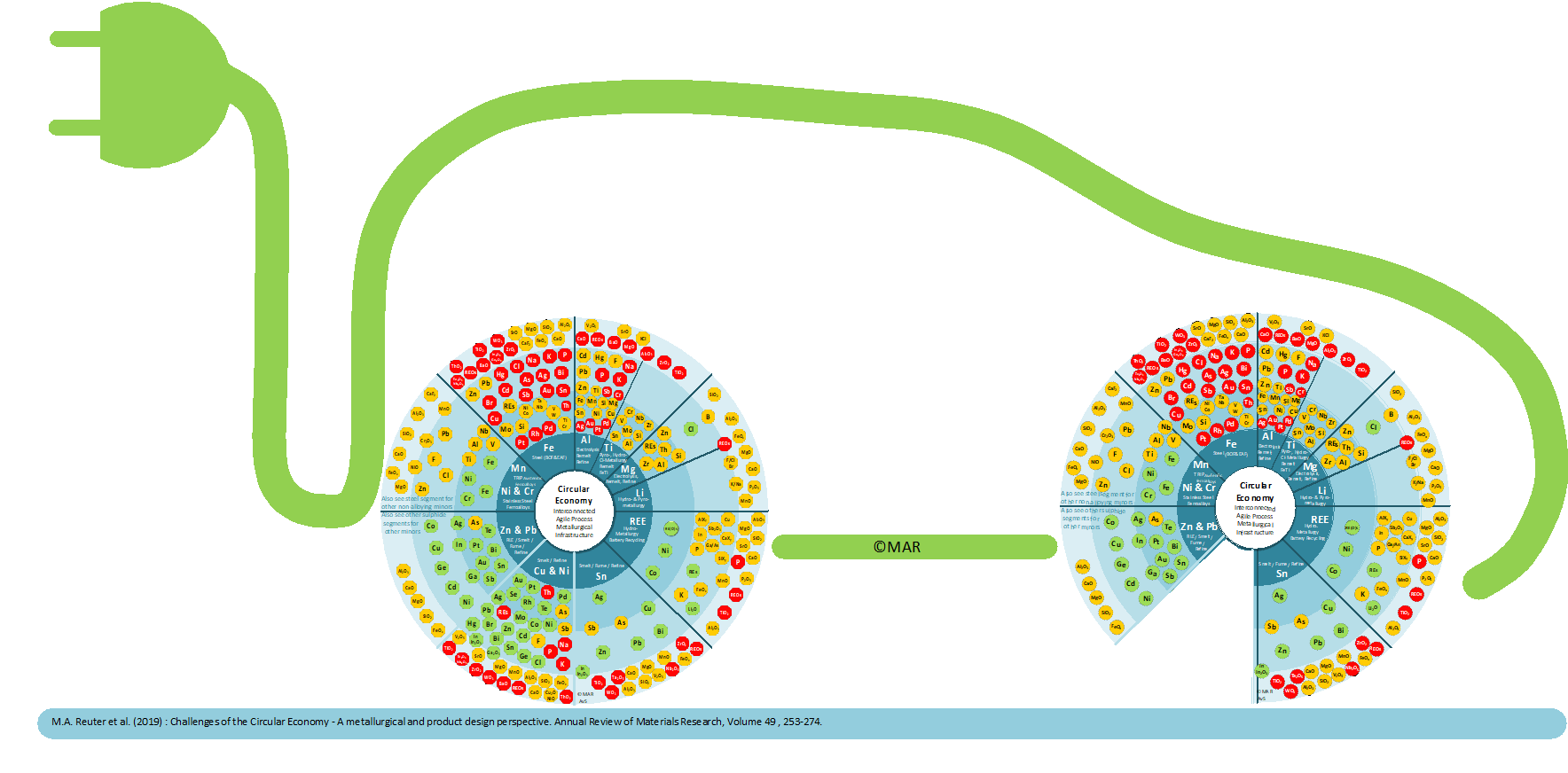
Wenn im metallurgischen System eine Sparte fehlt, wären davon auch Elemente betroffen, die für die Elektromobilität unverzichtbar sind. Dann kann sich das Metallrad und damit die gesamte „Circular Economy“ nicht mehr drehen (Reuter et al. 2019).

Die Darstellung des Metallrads veranschaulicht, dass sich der Kreislauf ohne bestimmte Metallurgie-Sparten nicht drehen kann. Ähnlich wie bei einem Auto- oder Fahrrad-Reifen, bei dem ein Stück fehlt, funktioniert das ganze Metallrad dann nicht mehr. So hätte beispielsweise ein Verbot bestimmter Metalle immense Auswirkungen auf die Kreislaufwirtschaft.